# St. Justus (Flums)

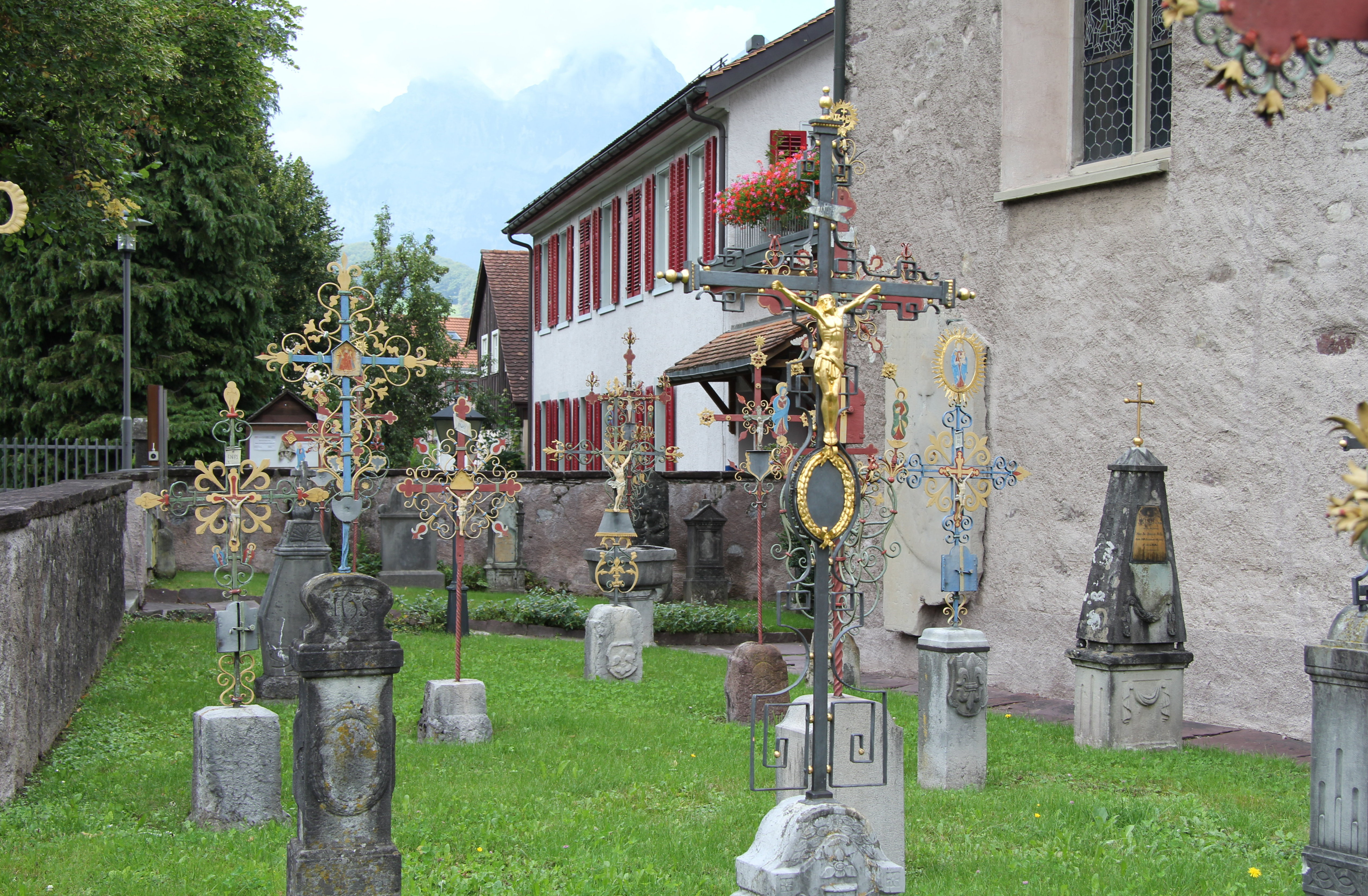
St. Justuskirche – Friedhof mit ortstypischen Grabkreuzen

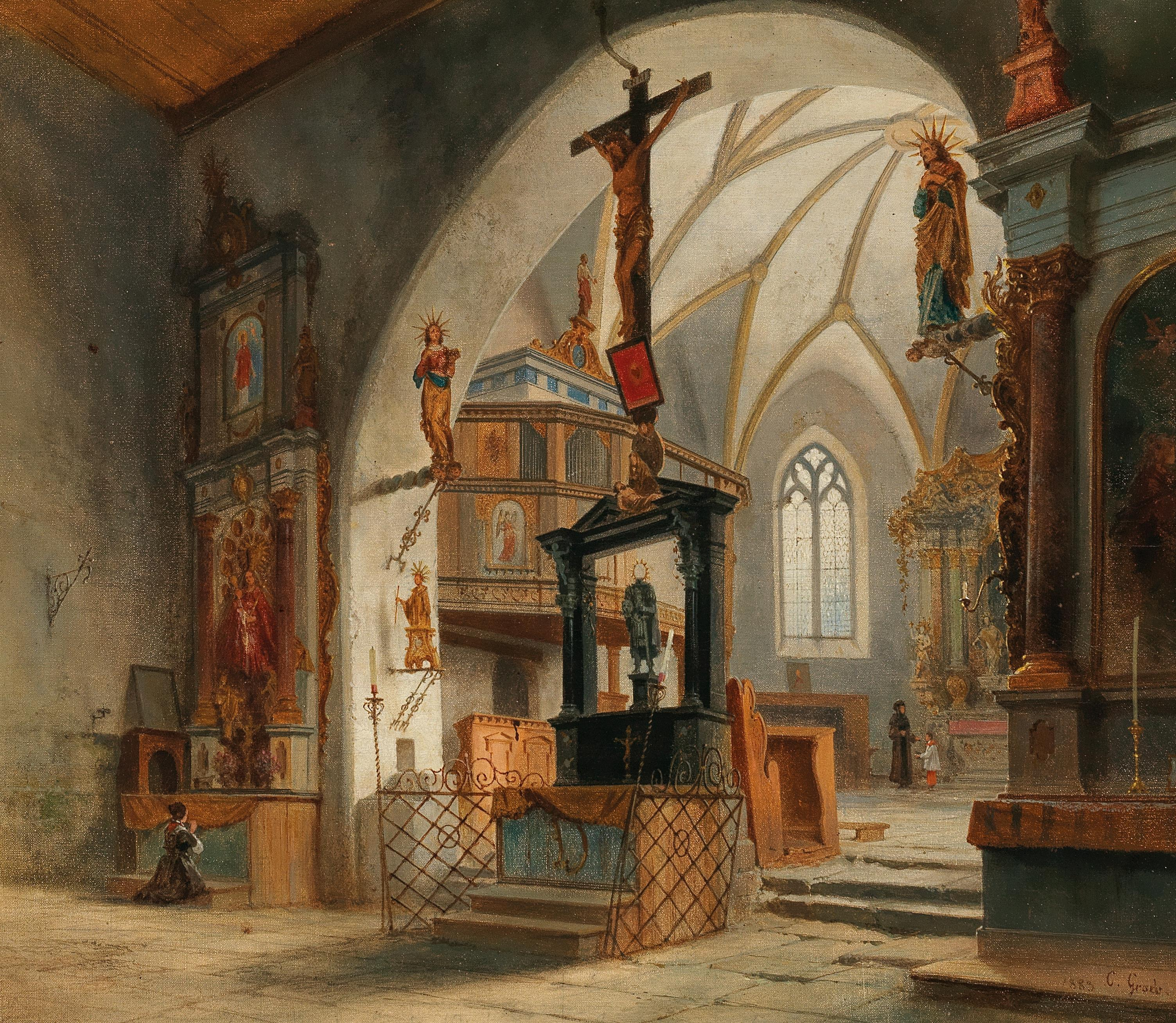
Carl Graeb: Justuskirche in Flums, 1883

St. Justus, auch Justuskirche, ist eine römisch-katholische Kirche in Flums im Schweizer Kanton St. Gallen.
Die St. Justuskirche ist eine historische Fundgrube. Sie gilt als bedeutendes Baudenkmal im Sarganserland. Unter der alten Pfarrkirche wurden Reste einer römischen villa rustica (Gutshof) mit Spuren einer Heizanlage aus dem 2.–3. Jahrhundert sowie alemannische Gräber mit Steinsetzungen und Beigaben gefunden. Um 800 erfolgte der Bau einer karolingischen Kirche (Baustil in der Zeit Karls des Grossen), in den Fundamenten erhalten, mit Atrium (Vorhof) und freistehendem Altar. Im Amtsbezirk der Ebene des Bistums Chur – dieser umfasste die heutige Bündnerische Herrschaft, das Fürstentum Liechtenstein, die Bezirke Werdenberg und Sargans, die Ufer des Walensees und das Gasterland – bildete Flums die Urpfarrei. Die Pfarrkirche, eine "ecclesia plebeia", diente über vier Jahrhunderte als Mutter- und Taufkirche. In Anbetracht des eingeführten römischen Christentums und ihres Standortes auf römischen Mauern, dürfte sie den Märtyrern Laurentius und Bartholomäus geweiht gewesen sein.
1036 fand die Niederlegung des heiligen Hauptes des Märtyrers Justus statt. Mitte des 12. Jahrhunderts vollzog sich der Bau des Kirchturmes als Kern des jetzigen, etwas später der Bau der romanischen Kirche, deren Schiff mit Grundrissverhältnis 3:2 heute noch erhalten ist und deren Altarwand im Chor aus Terraingründen abgeschrägt war. Der Hochaltar stand an der Ostwand, nach dem Schiff hin der Reliquienaltar mit Stufe an der Ostseite; von ihm aus wurde den Gläubigen das St. Justushaupt vorgewiesen.
Um 1450 erfolgte, nach Abbruch des romanischen Chors, die Ummauerung und Höherführung des Turmes mit Käsbissendach sowie der Bau des jetzigen gewölbten, spätgotischen Chors, in seiner Länge im Verhältnis 2:3 an das Schiff gefügt, mit hübscher Aussengliederung durch abgestufte Strebepfeiler, profilierte Sockel und zweigeteilte Masswerkfenster. An den Längsseiten des Schiffes finden sich verlängerte Masswerkfenster von etwa 1650 als Anpassung an den gotischen Chor. An der Südwand sind Reste eines der ursprünglich kleineren romanischen Fenster erkennbar. Das im Verputz markierte Rundfenster erhellte vor der Anfertigung der jetzigen grossen Fenster den südlichen Altar. Beim Betreten der Kirche fällt die Abbiegung des Chores aus der Mittelachse des Schiffes auf, begründet im ummantelten Kirchturm oder im Terrain. Am Chorbogen ist die graue Steineinfassung gemalt; die Rippen am Sterngewölbe des Chores sind aus Tuff und Stuck nur dekorativ angesetzt. In die Südostecke des früheren romanischen Chores wurde vor 1530 die Gruft der Tschudi gelegt (Grabstätten der vier ersten Tschudimajoraten; Grufteingang beim Marien-Seitenaltar). Um 1650 fanden der Einbau der Holzdecke des Schiffes sowie der Bau der Orgelempore statt; an ihren schrägen Streben erscheint das uralte, bescheidene Stabmotiv, das sich sonst nur an Bauernhäusern findet. Die barocken Seitenaltäre gehen auf 1705, der Rokoko-Hochaltar auf 1780 zurück.
Die Kirche wurde lange verwaltet von der ortsansässigen Familie Tschudi, Freiherren von Flums und Burg Gräpplang. Ludwig Tschudi von Gräpplang (der Jüngere) wurde 1519 in Jerusalem zum Ritter des Heiligen Grabes geschlagen.
Seit 1847 ist die Pfarrei Flums dem Bistum St. Gallen angegliedert. Um den Raumbedarf der gewachsenen Seelsorge anzupassen, einigte sich die Pfarrgemeinde 1861, anstelle der in Erwägung gezogenen Erweiterung der St. Justuskirche, auf den Bau einer neuen Pfarrkirche. 1867 verhinderte der Kirchenverwaltungsrat, anlässlich der vorgeschlagenen Restauration der St. Justuskirche, ihren von den Bürgern geforderten Abbruch; der Kulturverlust wäre unermesslich gewesen. Seit 1933 unterstehen St. Justuskirche und alter Friedhof dem Schutz der Schweizerischen Eidgenossenschaft.
1949 ernannte die schweizerische Provinz des Ritterordens vom Heiligen Grab zu Jerusalem die St. Justuskirche zur Ordenskirche oder stellvertretenden Heiliggrabkirche, anlässlich der ersten Grossinventur, der Einkleidung der Damen und Ritter mit Ordensmantel und Jerusalemkreuz.